# Патрік Гібсон
Патрік Лео Кенні-Гібсон (англ. Patrick Gibson, нар. 19 квітня 1995) — ірландський актор, відомий своїми ролями в історичному телесеріалі «Тюдори», мінісеріалі «Дзвони часу» та телесеріалі «ОА». Патрік отримав нагороду Висхідна зірка на премії IFTA 2017 року.

## Біографія
Патрік народився у центральному Лондоні. Його батько також актор, а мати працює у сфері маркетингу. Після повернення до Ірландії сім'я жила в Грейстонсі, потім у Стілоргані, а пізніше в Доннібруку. Навчався у коледжі Гонзагу. Почав вивчати філософію у Трініті-коледжі в Дубліні, але кинув його на півдорозі до здобуття ступеня у 2016 році після того, як потрапив у серіал «ОА», у 2023 році знявся в ролі Миколи Ланцова в серіалі від студії Netflix «Тінь та Кістка»